# Waleed Abdullah
Waleed Abdullah (arabul: وليد عبدالله) (Rijád, 1986. április 19. –) szaúd-arábiai labdarúgó, az en-Naszr kapusa.
A 2008-as ázsiai selejtezőkön ő volt a szaúd-arábiai olimpiai válogatott kapusa. 2007-töl 2018-ig a szaúd-arábiai labdarúgó-válogatott első számú kapusának számított.